# Религия в Гибралтаре
По данным переписи 2001 года, большинство жителей британской заморской территории Гибралтар являются католиками. В целом установлено следующее распределения по религиозной принадлежности (включая атеизм):
| Религиозная принадлежность    | Количество, чел | Процент |
| ----------------------------- | --------------- | ------- |
| Католицизм                    | 21 470          | 78,09   |
| Англиканство                  | 1 920           | 6,98    |
| Ислам                         | 1 102           | 4,01    |
| Другие христианские религии   | 883             | 3,21    |
| Атеизм                        | 786             | 2,86    |
| Иудаизм                       | 584             | 2,12    |
| Индуизм                       | 491             | 1,79    |
| Другие религии или не указано | 259             | 0,94    |

## Христианство в Гибралтаре

### Католицизм
Римско-католическая церковь Гибралтара является частью всемирной Римско-католической церкви, которую возглавляет папа римский. В Гибралтаре насчитывается более 21 000 крещёных католиков, что составляет 78 % населения. Гибралтар относится к единой епархии, Кафедральным собором епархии является церковь Пресвятой Девы Марии Царицы. Национальное святилище — собор Богоматери Европейской (англ. Shrine of Our Lady of Europe), покровительствующей Гибралтару, на мысе Европа.

### Англиканство
Гибралтар входит в диоцез Гибралтара в Европе, территориально крупнейший в Англиканской церкви. Кафедральный собор —  собор Святой Троицы.

### Методизм
Гибралтарская методистская церковь входит в Методистскую церковь Великобритании.

### Православие
4 марта 2023 года состоялась первая в истории Русской православной церкви Божественная литургия в Гибралтаре.

## Ислам
После длительного перерыва численность мусульман в Гибралтаре стала возрастать после закрытия границы с Испанией. Приток рабочих из Марокко потребовал строительства мечети, которая появилась в месте компактного проживания марокканцев в казармах Гранд-Батареи. В настоящее время в Гибралтаре действует новая Мечеть Ибрагим аль-Ибрагим, подаренная местной общине королём Саудовской Аравии Фахдом. Мечеть находится на мысе Европа.

## Иудаизм
Гибралтарские евреи в основном являются потомками евреев-сефардов, изгнанных из Испании королём Фердинандом II и королевой Изабеллой I. Первая синагога в Гибралтаре была построена в 1724 году. В настоящее время, после нескольких реконструкций, она известная как Большая синагога (англ. Great Synagogue). Всего в Гибралтаре действует четыре синагоги.

## Индуизм
Индийцы стали прибывать в Гибралтар с 1870 года, однако первый индуистский храм начал действовать только в 1997 году (официальное открытие состоялось 1 марта 2000 года).